# Grossmanite
Il minerale grossmanite (simbolo IMA: Gsm) è un silicato a catena molto raro del gruppo del pirosseno con la composizione chimica idealizzata CaTi3+AlSiO6.
In una fase iniziale della formazione del nostro sistema solare, il pirosseno ricco di grossmanite si è cristallizzato ad alte temperature e in condizioni estremamente riducenti durante la risublimazione della nebulosa presolare ed è stato conservato in inclusioni di meteoriti. La località tipo è un'inclusione ricca di calcio e alluminio (CAI) del meteorite Allende, in cui la grossmanite si trova insieme a spinello, gehlenite, perovskite e grossite.

## Etimologia e storia
I pirosseni contenenti titanio, ad esempio le augiti, sono noti da molto tempo e nel 1931 Thomas F.W. Barth introdusse l'ipotetico elemento terminale in titanio CaTi4+Al2O6 come spiegazione cristallochimica per il contenuto di titanio delle augiti di Hiva Oa, nelle Isole Marchesi. Nel 1953, E.R. Segnit determinò sperimentalmente il contenuto massimo di biossido di titanio (TiO2) dell'enstatite a 1 bar (~6 in peso). Ulteriori indagini sperimentali sull'incorporazione di Ti4+ seguirono, ad esempio, presso l'Università di Hokkaidō in Giappone, e nel 1994 Richard O. Sack e Mark S. Ghiorso introdussero il nome Al-Buffonite, dal nome del naturalista francese Georges-Louis Leclerc de Buffon, per l'ipotetico membro terminale pirosseno CaTiAl2O6. I pirosseni naturali di questa composizione non sono ancora stati trovati.
Pirosseni molto ricchi di titanio sono stati trovati nei meteoriti condritici del CAI dalla fine degli anni '60. L'8 febbraio 1969, il meteorite Allende cadde vicino a Parral a Chihuahua, in Messico; Louis H. Fuchs dell'Argonne National Laboratory ha ottenuto 14 g di questo meteorite e ha trovato pirosseni insolitamente ricchi di titanio e alluminio con ~16% in peso di biossido di titanio e ~21% in peso di ossido di alluminio (Al2O3) nello stesso anno. La prima descrizione dettagliata di un pirosseno verde dal meteorite Vigarano come una nuova specie minerale con il 17% in peso di biossido di titanio, il 26% in peso di ossido di alluminio e solo il 4% in peso di ossido di magnesio (MgO) è stata pubblicata nel 1970 da Mireille Christophe Michel-Lévy e colleghi dell'Università di Parigi. Fuchs sottolineò che quando calcolò la formula della struttura di questi pirosseni con titanio tetra valente, il contenuto di cationi era troppo basso e assunse che una percentuale significativa del titanio fosse presente come Ti3+.
La prima sintesi di un membro terminale del pirosseno Ti3+ fu ottenuta da C.T. Prewitt e collaboratori nel 1972. Un anno dopo, Eric Dowty e Joan R. Clark usarono le proprietà ottiche che avevano determinato come riferimento per la loro rilevazione spettroscopica di Ti3+ nel clinopirosseno ricco di titanio dal meteorite Allende. I pirosseni ricchi di titanio provenienti da meteoriti, noti fino alla metà degli anni '70, contengono fino a ~40 mol% del componente Ti3+ di CaTi3+AlSiO6.
Nel 2001, il gruppo guidato da S.B. Simon e Lawrence Grossman dell'Università di Chicago ha descritto i clinopirosseni del meteorite Allende (ALH3) come aventi fino a 0,4 Ti3+ per unità di formula e nel 2007 ha determinato gli stati di ossidazione del titanio e del vanadio nei pirosseni ricchi di titanio di vari meteoriti utilizzando la spettroscopia di assorbimento near-edge a raggi X (XANES). Hanno confermato i contenuti di Ti3+, che sono stati ottenuti matematicamente da composizioni di microanalisi a fascio di elettroni durante la determinazione delle formule strutturali.
Infine, nel 2009, Chi Ma e George R. Rossman del California Institute of Technology di Pasadena, in California, hanno descritto il clinopirosseno Ti3+ da 2 inclusioni del meteorite Allende come un nuovo minerale. Gli diedero il nome del professore di cosmochimica dell'Università di Chicago Lawrence Grossman, in riconoscimento dei suoi contributi fondamentali alla ricerca sui meteoriti.

## Classificazione
Nella classificazione strutturale dell'Associazione Mineralogica Internazionale (IMA), la grossmanite appartiene ai pirosseni di calcio del gruppo dei pirosseni, insieme ad augite, burnettite, davisite, diopside, esseneite, petedunnite, hedenbergite, johannsenite, kushiroite e tissintite.
Poiché la grossmanite è stata riconosciuta come minerale indipendente solo nel 2008 e non è stata riconosciuta come tale fino al 2009, non è elencata né nell'ottava edizione, che è obsoleta dal 1977, né nella nona edizione della Sistematica dei minerali secondo Strunz. Anche la sistematica dei minerali Dana, che sono utilizzati principalmente nel mondo anglosassone, non elenca ancora la grossmanite.
Nella Sistematica dei lapis (Lapis-Systematik) di Stefan Weiß, che è stata rivista e aggiornata l'ultima volta nel 2018 e che si basa ancora sulla vecchia forma della sistematica di Strunz dell'8ª edizione, al minerale è stato assegnato il sistema e il minerale nº VIII/F.01-112. In tale Sistematica ciò corrisponde alla classe dei "silicati" e lì alla sottoclasse "silicati a catena e a bande", dove la grossmanite insieme a egirina, egirina-augite, augite, davisite, diopside, esseneite, hedenbergite, giadeite, jervisite, johannsenite, kanoite, clinoenstatite, clinoferrosilite, cosmocloro, kushiroite, namansilite, natalyite, omfacite, petedunnite, pigeonite, spodumene e tissintite forma il gruppo dei "clinopirosseni" con numero di sistema VIII/F.01 all'interno del gruppo dei pirosseni che va dal gruppo F.01 al gruppo 02.
La classificazione di Strunz, continuata dalla banca dati dei minerali "Mindat.org", secondo lo schema della 9ª edizione, classifica la grossmanite nella divisione dei "silicati a catena e a bande" (inosilicati), più precisamente nella suddivisione "Silicati a catena e a bande con catene singole a 2 periodi Si,2, O6; famiglia dei pirosseni", dove, insieme ad augite, davisite, diopside, esseneite, hedenbergite, jeffersonite, johannsenite, kushiroite e petedunnite, forma il gruppo dei "Ca-clinopirosseni, gruppo diopside" con il sistema nº 9.DA.15.

## Chimica
La grossmanite con la composizione idealizzata {\displaystyle \mathrm {^{[M2]}Ca\,^{[M1]}Ti^{3+}\,^{[T]}(AlSi)O_{6}} } è l'analogo titanio-alluminio del diopside {\displaystyle \mathrm {(^{[M2]}Ca\,^{[M1]}Mg\,^{[T]}Si_{2}O_{6})} }, dove {\displaystyle \mathrm {[M2],[M1]} } e {\displaystyle {\ce {[T]}}} sono le posizioni nella struttura del pirosseno.
La composizione del grossmanite appartenente alla località tipo è:
- {\displaystyle \mathrm {^{[M2]}Ca_{1,000}\,^{[M1]}(Ti_{0,35}^{3+}Al_{0,18}^{3+}Sc_{0,01}^{3+}V_{0,01}^{3+}Mg_{0,25}Ti_{0,19}^{4+})\,^{[T]}(Si_{1,07}Al_{0,93})O_{6}} }

La grossmanite contiene quantità variabili di Ti4+, corrispondenti alle reazioni di scambio:
- {\displaystyle \mathrm {2^{[M1]}Ti^{3+}=\,^{[M1]}Mg^{2+}+\,^{[M1]}Ti^{4+}} }
- {\displaystyle \mathrm {^{[M1]}Ti^{3+}+\,^{[T]}Si^{4+}=\,^{[M1]}Ti^{4+}+\,^{[T]}Al^{3+}} } (Al-buffonite)

La grossmanite forma anche cristalli misti con diopside, kushiroite, davisite e burnettite:
- {\displaystyle \mathrm {^{[M1]}Ti^{3+}+\,^{[T]}Al^{3+}=\,^{[M1]}Mg^{2+}+\,^{[T]}Si^{4+}} } (diopside)
- {\displaystyle \mathrm {^{[M1]}Ti^{3+}=\,^{[M1]}Al^{3+}} } (kushiroite)
- {\displaystyle \mathrm {^{[M1]}Ti^{3+}=\,^{[M1]}Sc^{3+}} } (davisite)
- {\displaystyle \mathrm {^{[M1]}Ti^{3+}=\,^{[M1]}V^{3+}} } (burnettite)

Il comportamento di miscelazione dei cristalli misti diopside-al-buffonite-kushiroite-grossmanite è complesso con lacune di miscelazione la cui posizione ed estensione dipendono fortemente dal rapporto Ti3+/Ti4+.

## Abito cristallino
La grossmanite cristallizza con simmetria monoclina nel gruppo spaziale C2/c (gruppo nº 15) con 4 unità di formula per cella unitaria. I parametri reticolari della grossmanite naturale sono a = 9,80(1) Å, b = 8,85(1)Å, c = 5,36(5)Å e β = 105,62(10)°.
La struttura è quella del clinopirosseno. Il silicio (Si4+) e l'alluminio (Al3+) occupano la posizione {\displaystyle {\ce {T}}} tetraedrica circondata da 4 ioni ossigeno, il calcio (Ca2+) occupa la posizione ottaedrica {\displaystyle \mathrm {M2} } circondata da 6 ossigeni e la posizione {\displaystyle \mathrm {M1} }, anch'essa coordinata ottaedrica, è occupata dal titanio (Ti3+).

## Origine e giacitura
La grossmanite è stata finora trovata solo in inclusioni ricche di calcio e alluminio (CAI) di alcuni meteoriti condritici. La grossmanite è un prodotto primario di condensazione della nebulosa presolare o cristallizza da fusioni di CAI fuse e rapidamente raffreddate.
La località tipo è il meteorite Allende, una condrite carbonacea caduta l'8 febbraio 1969 nell'area intorno a Pueblito de Allende vicino a Parral nello stato di Chihuahua in Messico. La grossmanite è stata scoperta qui nei CAI, dove si trova insieme allo spinello e alla perovskite, o allo spinello, alla perovskite e alla grossite, come inclusione nella gehlenite.
In un CAI di tipo A, anch'esso proveniente dal meteorite Allende, è stato trovato un pirosseno ricco di grossmanite insieme a melilite, spinello e hibonite.
Nelle condriti del tipo rumuruti (R-condriti) Dhofar1223 e NWA 1476, sono state rilevate fassaiti ricche di titanio in alcuni CAI, ma lo stato di ossidazione del titanio non è stato determinato.
Nella condrite Ivuna CI1 è stata trovata grossmanite con fino al 20% di biossido di titanio in peso. Si trova nel nucleo di un CAI insieme a gehlenite, spinello e piccole quantità di anortite e hibonite.
Davisite e kushiroite ricche di grossmanite sono state trovate anche in un CAI di condrite CV RBT 04143 dal Roberts Massif nella Terra della Regina Maud, nell'Antartide Orientale. I pirosseni ricchi di titanio, alluminio e scandio si trovano isolati o insieme a spinello, perovskite o spinello e perovskite come inclusione nella gehlenite.

## Forma in cui si presenta in natura
La grossmanite forma cristalli da incolori a verdi di pochi micrometri di dimensione.